# Iul'tinskij rajon
L'Iul'tinskij rajon è un rajon (distretto) del Circondario autonomo di Čukotka, nella Russia siberiana nordorientale, il cui capoluogo è Ėgvekinot.

## Villaggi
- Billings